# Crna Bara (gmina Bogatić)
Crna Bara (cyr. Црна Бара) – wieś w Serbii, w okręgu maczwańskim, w gminie Bogatić. W 2011 roku liczyła 1924 mieszkańców.